# Kyllinga albogracilis
Kyllinga albogracilis är en halvgräsart som beskrevs av Kaare Arnstein Lye. Kyllinga albogracilis ingår i släktet Kyllinga och familjen halvgräs. Inga underarter finns listade i Catalogue of Life.